# モーテン・P・メルダル
モーテン・ペーター・メルダル（Morten Peter Meldal、1954年1月16日- ）は、デンマークの化学者である。コペンハーゲン大学の化学の教授を務める。Valery V. FokinおよびK・バリー・シャープレスと同時期に、しかし独立に、CuAAC-クリック反応を開発したことで最も良く知られている。
メルダルは、「クリックケミストリーと生体直交化学の開発」に対して、キャロライン・ベルトッツィとK・バリー・シャープレスと共に、2022年ノーベル化学賞を共同受賞した。

## 来歴
コペンハーゲン出身。デンマーク工科大学（DTU）で学士号、修士号、ならびにPh.D.の学位を得た。博士課程ではKlaus Backの指導を受け、オリゴ糖の合成化学に取り組んだ。1983年から1988年、DTUおよびコペンハーゲン大学で有機化学の独立研究員として研究を行った。1985年と1986年には、ケンブリッジ大学で博士研究員（MRC分子生物学研究所のポスドク研究員）を務めた。1996年、DTUの特任非常勤教授となった。1998年から、カールスバーグ研究所の化学部門において合成グループを率いた。1997年からは、固体有機化学および酵素反応センター（SPOCC）の長を務めている。
メルダルは、研究を始めてすぐにペプチド合成のためのいくつかの技術および機器を開発した。メルダルはペプチド合成および有機合成機器で使われる多カラム合成を開発した。メルダルはペプチドおよびタンパク質の連結、高分子化学、および材料科学で使われるアルキンとアジドの環化付加反応を初めて提示した。メルダルのグループはこの反応が官能基の大半と完全に直交していることを示した。
より最近は、光学エンコード技術を開発し、固相支持技術での有機化学とペプチド化学の融合に焦点を当てている。メルダルはN-アシルイミニウムイオンの生成に関する幅広い新規手法を考案している。
2019年、メルダルはβ-body、すなわちペプチドによる抗体模倣物質の構想に基づいて、Betamab Therapeutics ApS社を共同創業したが、会社は2021年に閉鎖された。2019年クラリベイト・アナリティクス引用栄誉賞受賞。